# Provincia Constantina
Provincia Constantina (în arabă ولاية قسنطينة) este o unitate administrativă de gradul I (wilaya) a Algeriei. Reședința sa este orașul Constantina.